# Paulusiella richteri
Paulusiella richteri is een keversoort uit de familie Cebrionidae. De wetenschappelijke naam van de soort is voor het eerst geldig gepubliceerd in 1974 door Mandl.